# 國家音樂廳 (愛爾蘭)
國家音樂廳（英語：National Concert Hall，NCH）是位於愛爾蘭共和國首都都柏林的一個音樂廳，靠近聖史蒂芬綠地，是愛爾蘭最重要的古典音樂演出場地。其建築修建於1865年，原本是都柏林國際展覽會的場地，後曾是都柏林大學學院的中央大樓。現在國家音樂廳是愛爾蘭的國家文化機構之一，在2011年迎來了其30週年慶。有多個音樂團體將這裡作為主要演出場地。

## 外部連結

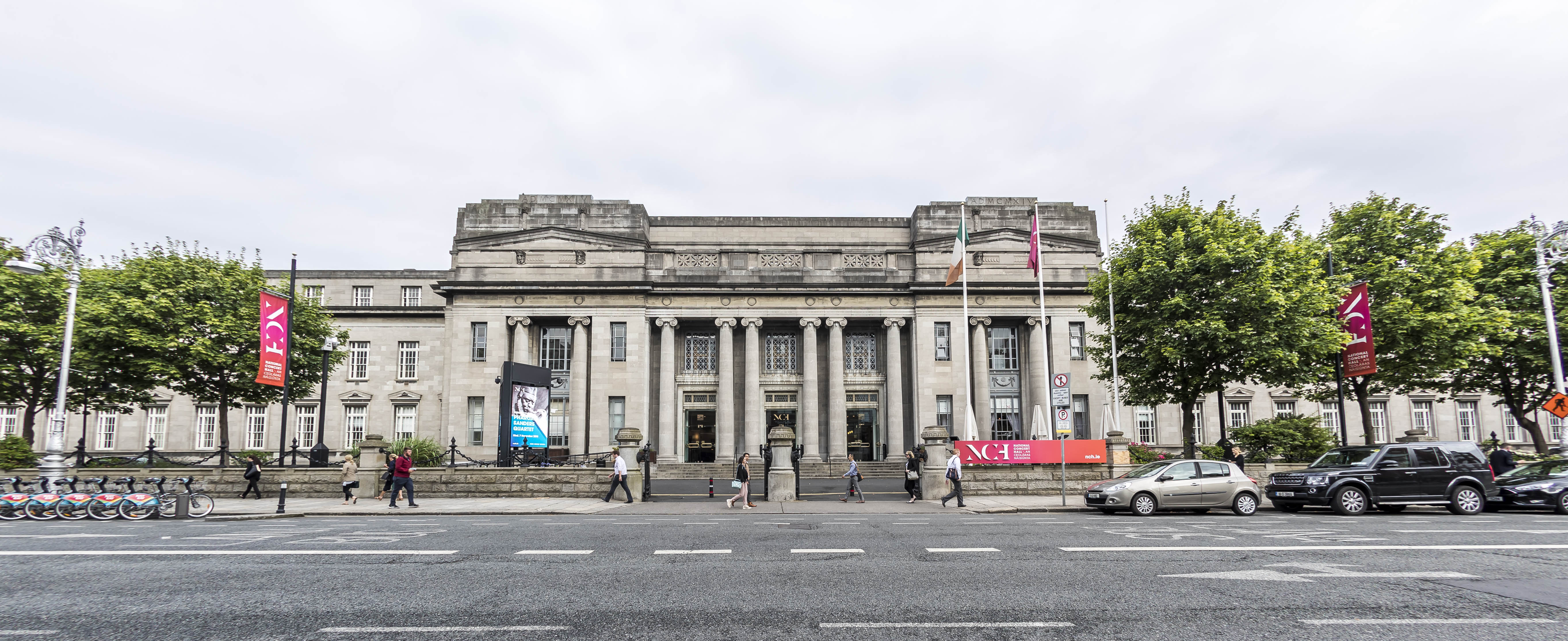
國家音樂廳

- National Concert Hall, Dublin website（页面存档备份，存于）

53°20′05″N 6°15′33″W / 53.33464°N 6.25909°W